# Cerkiew Odnowienia Świątyni Zmartwychwstania Pańskiego w Jerozolimie w Moskwie (Arbat)
Cerkiew Odnowienia Świątyni Zmartwychwstania Pańskiego w Jerozolimie (cs. Obnowlenija chrama Woskriesienija Christowa wo Ijerusalimie, potocznie Woskriesienija Słowuszczego) – cerkiew prawosławna w Moskwie, w dekanacie centralnym eparchii moskiewskiej miejskiej Rosyjskiego Kościoła Prawosławnego. Mieści się przy niej oficjalne przedstawicielstwo Patriarchatu Jerozolimskiego w Moskwie.

## Historia
Według tradycji w II połowie XVI w. na miejscu dzisiejszej świątyni znajdowała się już drewniana cerkiew św. Filipa Apostoła, której fundatorem był najprawdopodobniej metropolita moskiewski i całej Rusi Filip II. Murowany obiekt sakralny na jej miejscu pod tym samym wezwaniem wzniósł w 1688 bojar Iwan Kośmin, zaś gotowy obiekt poświęcił patriarcha moskiewski i całej Rusi Joachim. Kolejne informacje o budowli pochodzą z XIX w. W czasie francuskiej inwazji na Rosję, podobnie jak wiele innych moskiewskich świątyń, budynek został sprofanowany i zdewastowany przez francuskich żołnierzy. Z powodu małej liczby parafian uczęszczających do świątyni Świątobliwy Synod Rządzący sugerował w 1818 rozbiórkę zniszczonej cerkwi. Do realizacji tych planów nie doszło, ponieważ patriarcha Jerozolimy Polikarp uzyskał zgodę na utworzenie w Moskwie placówki swojego Kościoła, w której mogliby zatrzymywać się mnisi przybywający do Rosji w celu zbiórki funduszy na utrzymanie i remonty Bazyliki Zmartwychwstania Pańskiego. Placówkę tę umieszczono właśnie przy cerkwi na Arbacie.
Pierwszy przełożony utworzonej placówki, archimandryta Arseniusz, pokierował remontem świątyni, odbudową bocznego ołtarza poświęconego Jerozolimskiej Ikonie Matki Bożej i św. Mikołajowi. Po odnowieniu ołtarza głównego zmieniono jego patrona, przyjmując jako nowe wezwanie święto Odnowienia Świątyni Zmartwychwstania Pańskiego w Jerozolimie. Dotychczasowy patron, św. Filip, patronował odtąd jedynie lewemu ołtarzowi bocznemu, przebudowanemu w połowie XIX stulecia i poświęconemu ponownie przez metropolitę moskiewskiego Filareta.
W 1917 cerkiew została odebrana Patriarchatowi Jerozolimskiemu, jednak przez cały okres radziecki pozostawała czynna jako siedziba zwykłej parafii. Placówkę filialną Patriarchatu Jerozolimskiego ponownie utworzono w 1989, a jej pierwszym przełożonym został archimandryta Teofilakt (Georgiadis). W latach 2001–2003 w cerkwi służył archimandryta Teofil (Jannopulos), późniejszy patriarcha jerozolimski.